# Cúp bóng đá Bulgaria 1953
Cúp bóng đá Bulgaria 1953 là mùa giải thứ 13 của Cúp bóng đá Bulgaria (trong giai đoạn này có tên là Cúp Quân đội Xô-viết). Lokomotiv Sofia giành chức vô địch khi đánh bại Levski Sofia 2–1 trong trận chung kết tại Vasil Levski National Stadium ở Sofia.

## Vòng Một
| Đội 1               | Tỉ số                               | Đội 2               |
| ------------------- | ----------------------------------- | ------------------- |
| Slivnishki Geroy    | 2–0                                 | Hebar Pazardzhik    |
| Lokomotiv Plovdiv   | 2–1 (aet)                           | Sliven              |
| Akademik Sofia      | 3–1                                 | Minyor Pernik       |
| Etar Veliko Tarnovo | 2–1                                 | Chernolomets Popovo |
| Pirin Blagoevgrad   | 0–1                                 | VVS Sofia           |
| Botev Vratsa        | 0–2                                 | Udarnik Pleven      |
| Dorostol Silistra   | 0–3                                 | Spartak Varna       |
| Cherno More Varna   | 2–1                                 | Akademik Varna      |
| Stroitel Burgas     | 1–0                                 | Botev Plovdiv       |
| Spartak Pleven      | 2–2 (aet) 0–0 (aet) (R) 2–4 (2nd R) | Stroitel Sofia      |
| Arda Kardzhali      | 0–0 (aet) 0–5 (R)                   | Spartak Plovdiv     |

## Vòng Hai
| Đội 1             | Tỉ số             | Đội 2               |
| ----------------- | ----------------- | ------------------- |
| Lokomotiv Sofia   | 2–1 (aet)         | Spartak Sofia       |
| Akademik Sofia    | 3–0               | Udarnik Pleven      |
| Lokomotiv Plovdiv | 0–1               | Levski Sofia        |
| Spartak Plovdiv   | 1–0               | Spartak Varna       |
| Stroitel Sofia    | 3–0               | Stroitel Burgas     |
| Slivnishki Geroy  | 0–1               | VVS Sofia           |
| CSKA Sofia        | 1–0               | Slavia Sofia        |
| Cherno More Varna | 1–1 (aet) 3–0 (R) | Etar Veliko Tarnovo |

## Tứ kết
| Đội 1           | Tỉ số             | Đội 2             |
| --------------- | ----------------- | ----------------- |
| Spartak Plovdiv | 1–0               | Cherno More Varna |
| CSKA Sofia      | 3–0               | Akademik Sofia    |
| Levski Sofia    | 1–1 (aet) 4–1 (R) | Stroitel Sofia    |
| Lokomotiv Sofia | 0–0 (aet) 4–1 (R) | VVS Sofia         |

## Bán kết
| Đội 1        | Tỉ số | Đội 2           |
| ------------ | ----- | --------------- |
| Levski Sofia | 4–1   | Spartak Plovdiv |
| CSKA Sofia   | 0–1   | Lokomotiv Sofia |

## Chung kết

### Chi tiết
| Lokomotiv Sofia          | 2−1 | Levski Sofia |
| ------------------------ | --- | ------------ |
| Blagoev 3' · Argirov 67' |     | Takev 34'    |

| Lokomotiv | Levski |